# Christine Mielitz

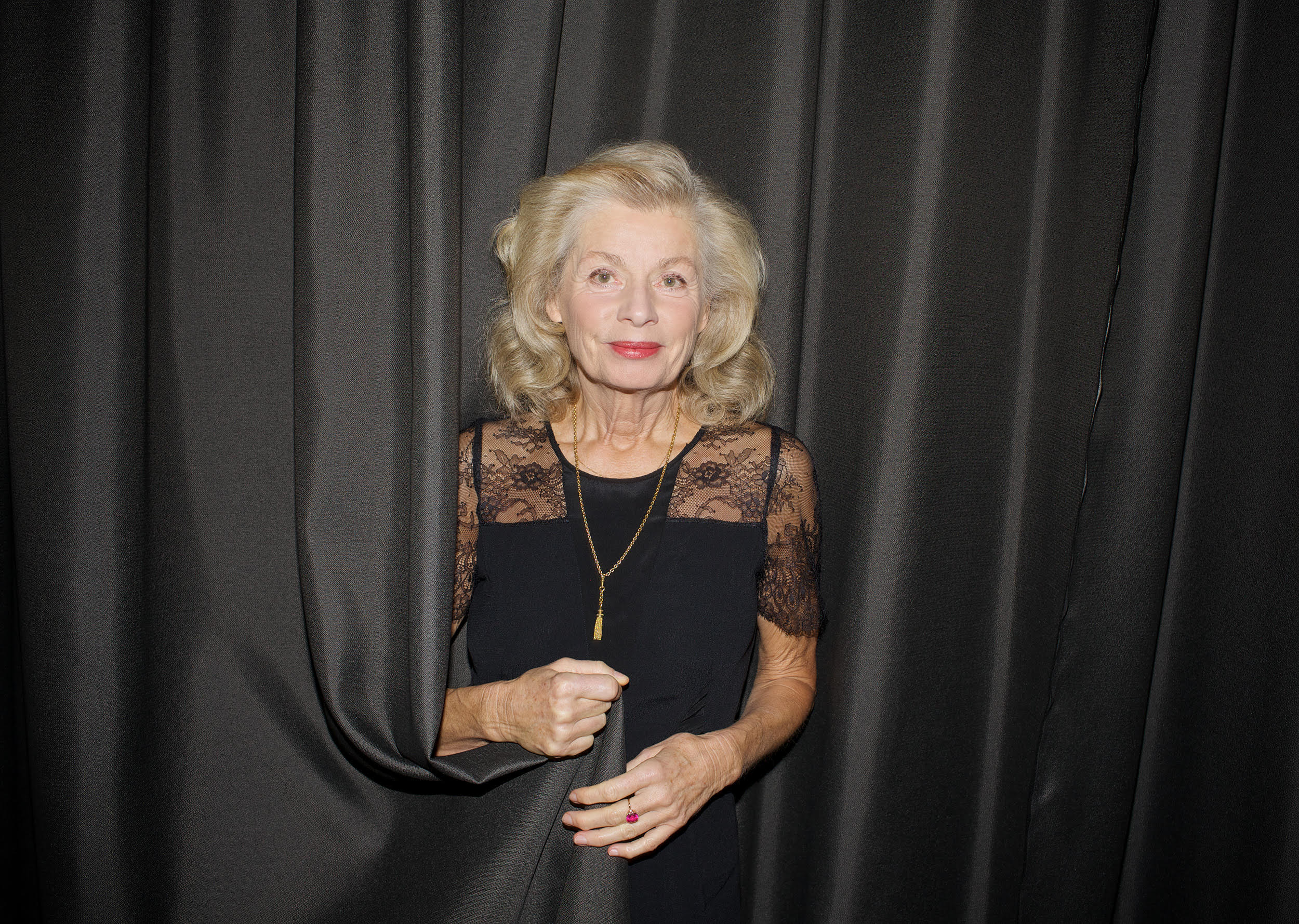
Christine Mielitz porträtiert von Oliver Mark, Berlin 2015

Christine Mielitz (* 23. November 1949 in Chemnitz) ist eine deutsche Intendantin und Regisseurin.

## Leben
Christine Mielitz wurde als Tochter eines Chemnitzer Konzertmeisters geboren und kam aufgrund dessen schon früh mit dem Musiktheater in Berührung. Nach dem Schulabschluss studierte sie von 1968 bis 1972 Opernregie bei Götz Friedrich und Hans-Jochen Irmer an der Hochschule für Musik „Hanns Eisler“ in Ost-Berlin.
Im Verlauf ihres Studiums absolvierte Mielitz ein Praktikum bei Harry Kupfer an der Staatsoper Dresden, welches zunächst ab 1973 in eine Tätigkeit als Assistentin Kupfers mündete und wo sie ab 1980 als Regisseurin tätig wurde. Im gleichen Jahr hatte mit Giuseppe Verdis Nabucco in Wuppertal ihre erste eigene Inszenierung Premiere. Ab 1982 agierte sie an der Dresdner Staatsoper als Oberspielleiterin.
1989 folgte ein Engagement als Regisseurin an der Komischen Oper Berlin, wo sie ab 1992 ebenfalls die Oberspielleitung übernahm. Von 1998 bis 2002 war sie Intendantin des Meininger Theaters. In Meiningen konnte sie mit der erstmaligen Aufführung des Ringes an vier aufeinander folgenden Tagen, wie von Wagner stets gewünscht, einen großen internationalen Erfolg verbuchen: „Überzeugend gelang die psychologische Zeichnung der Charaktere und die genaue Durchdringung ihrer Beziehungen. Siegmund und Sieglinde bejahen sich auf allen Ebenen menschlicher Kommunikation denkbar glaubhaft […], Siegfrieds in der Tötung des Drachens gipfelnder Reifungsprozess wird durch das Abstreifen seiner Kinderkleider […] und zuvor durch das Vernichten seines Kinderbettes als Nahrung für das Schmiedefeuer des Schwertes Nothung versinnbildlicht“.
Von 2002 bis 2010 war Mielitz Opernintendantin des Dortmunder Opernhauses. Seitdem arbeitet sie als Gastregisseurin vor allem an der Wiener Staatsoper und an der Dresdner Staatsoper.

## Inszenierungen (Auswahl)
- Dresden
  - Abu Said von Eberhard Eyser (1980, Uraufführung)
  - Rusalka von Antonín Dvořák (1981)
  - Lohengrin von Richard Wagner (1983)
  - La Bohème von Giacomo Puccini (1983)
  - Don Giovanni von Wolfgang Amadeus Mozart (1987)
  - Orpheus und Eurydike von Christoph Willibald Gluck (1988)
  - Fidelio von Ludwig van Beethoven (1989)

- Komische Oper Berlin
  - Cavalleria Rusticana/Der Bajazzo von Pietro Mascagni, Ruggero Leoncavallo
  - Die schweigsame Frau von Richard Strauss (1990)
  - Rienzi von Richard Wagner (1992)
  - Werther von Jules Massenet (1995)
  - Macbeth von Giuseppe Verdi (1997)
  - Turandot von Giacomo Puccini (1998)

- Meiningen
  - Lady Macbeth von Mzensk von Dmitri Dmitrijewitsch Schostakowitsch (1999)
  - Die verkaufte Braut von Bedřich Smetana (2000)
  - Der Ring des Nibelungen von Richard Wagner (2001)

- Dortmund
  - Der Ring des Nibelungen (2006/07), Parsifal, Die Meistersinger von Nürnberg, Lohengrin und Der fliegende Holländer von Richard Wagner
  - Otello und Rigoletto von Giuseppe Verdi
  - Jenůfa von Leoš Janáček
  - Eugen Onegin von Pjotr Iljitsch Tschaikowski
  - Wozzeck von Alban Berg
  - Madama Butterfly von Giacomo Puccini
  - Das Treffen in Telgte von Eckehard Mayer nach der gleichnamigen Erzählung von Günter Grass (Uraufführung)
  - Il trittico von Giacomo Puccini
  - Der junge Lord von Hans Werner Henze
  - Orpheus – Projekt von Christoph Willibald Gluck und Hans Werner Henze

- Gastinszenierungen
  - Rienzi von Richard Wagner, Nationaltheater Mannheim (1986)
  - Lady Macbeth von Mzensk von Dmitri Dmitrijewitsch Schostakowitsch, Volksoper Wien (1991)
  - Die verkaufte Braut von Bedřich Smetana, Opernhaus Zürich (1988) und Toronto (1993)
  - Cavalleria Rusticana/Der Bajazzo von Mascagni und Leoncavallo, Tokio und Nagoya (1994)
  - La vestale von Giuseppe Spontini, Basel (1996)
  - Der Jakobiner von Antonín Dvořák, Edinburgher Festspiele (1995)
  - Peter Grimes von Benjamin Britten, Wiener Staatsoper (1996)
  - Rigoletto von Giuseppe Verdi, Basel (1996)
  - Tosca von Giacomo Puccini, Essen (1997)
  - Daphne von Richard Strauss, Salzburg und Badisches Staatstheater Karlsruhe (1999)
  - Der König Kandaules von Alexander von Zemlinsky, Salzburger Festspiele (2002)
  - Der Freischütz von Carl Maria von Weber, Australian Opera Sydney (2002)
  - Der fliegende Holländer und Parsifal von Richard Wagner, Wiener Staatsoper (2003/04)
  - Hoffmanns Erzählungen von Jacques Offenbach, Hamburgische Staatsoper (2007)
  - Manon Lescaut von Giacomo Puccini, Opernhaus Bonn (2011)
  - Gogol von Lera Auerbach, Theater an der Wien (2011, Uraufführung)